# Банди, Джованни Карло
Джованни Карло Банди (итал. Giovanni Carlo Bandi; 17 июля 1709, Чезена, Папская область — 23 марта 1784, Имола, Папская область) — итальянский куриальный кардинал и доктор обоих прав. Титулярный епископ Ботри и суффраган Остии и Веллетри с 18 декабря 1744 по 20 марта 1752. Епископ Имолы с 20 марта 1752 по 23 марта 1784. Кардинал in pectore c 29 мая по 11 сентября 1775. Кардинал-священник с 11 сентября 1775, с титулом церкви Санта-Мария-дель-Пополо с 18 декабря 1775 по 23 марта 1784.